# Afrogryllacris rabida
Afrogryllacris rabida is een rechtvleugelig insect uit de familie Gryllacrididae. De wetenschappelijke naam van deze soort is voor het eerst geldig gepubliceerd in 1893 door Karsch.